# 國立西北農业專科學校
国立西北农业专科学校是民国时期位于兰州的一所高等院校。

## 历史沿革
1939年7月，国民政府在兰州设立国立西北技艺专科学校，设有农艺、森林、畜牧、兽医、农业经济农田水利等科目，校长为曾济宽。校址在今天兰州七里河区的西果园。
1945年，国民政府教育部下令将该校更名为国立西北农业专科学校。
1947年，该校归于国民政府教育部直接领导。
1950年，该校编制撤销，大部分系科并入国立西北农学院，小部分系科并入国立兽医学院。末任校长为路葆清。